# سیارک ۱۴۱۲۲
سیارک ۱۴۱۲۲ (به انگلیسی: 14122 Josties، نامگذاری:1998QA55) چهارده هزار و صد و بیست و دومین سیارک کشف شده‌است که در ۲۷ اوت ۱۹۹۸ کشف شد.
قدر مطلق سیارک برابر ۱۴٫۹ است.